# Isaak Douvan
Pour les articles homonymes, voir Douvan (homonymie).
Scènes principales
- Théâtre de Kiev
- Théâtre d’art de Moscou

Isaak Ezrovitch Douvan (Sofia, 18 février 1873 - Paris 15e, 27 septembre 1939) est un acteur et metteur en scène de théâtre russe exceptionnel, figure majeure.
En tant qu'artiste, Isaak Douvan a suivi les meilleures traditions du théâtre classique russe et son répertoire  comporte différents aspects dans le jeu, du plus noble au plus comique.

## Biographie
Isaak Douvan est né et a grandi dans la célèbre famille karaïme Douvan : son père - Ezra Isaakovich Douvan - était un personnage public et philanthrope, son frère Sémion Douvan fut maire d’Eupatoria, son grand-père Simon Solomonovitch Bobovitch fut le Gaham Karaïme de Crimée. 
Sa formation initiale eut lieu au gymnase d’Eupatoria, puis au gymnase de Simféropol. 
En 1896, il est diplômé de l'université de Kiev, et trois ans plus tard devient candidat principal à la Cour de justice de Kiev. Mais la carrière juridique d'Isaac n’a pas suivi celle de son père Ezra, car depuis sa jeunesse, il était attiré par la scène.

## Théâtre
La passion pour le théâtre d’Isaac Douvan a commencé à l'école. Inscrit à l'université, il a participé à des représentations de la Société Dramatique de Kiev pendant deux saisons et a joué sur la scène du théâtre de Kiev. En 1901, il a été invité par la troupe de Nikolaï Solovtsov (ru), avec laquelle il a joué pendant deux saisons à Odessa et à Kiev.
En 1904, Isaac Ezrovitch a loué le Théâtre de la ville de Vilnius, a mis en scène des spectacles au théâtre populaire Vilna. 
En 1905, il a emménagé à Kiev, où il était producteur au théâtre l'Alphabétisation de Kiev. À partir de 1906, il a travaillé en même temps au théâtre de Nikolaï Solovtsov, place Ivan Franko.

## Son travail au Théâtre de Kiev
Isaak Douvan a été chargé de cours et de la littérature à l'école d'art dramatique de Kiev. Son personnage dans la mise en scène est celui de raisonneur. Ses rôles favoris : le maire (Réviseur de Nicolas Gogol), Podkolésine (Mariage de Nicolas Gogol), Famoussov (Le malheur d’avoir de l’esprit d'Alexandre Griboïedov) Raspliuev (Mariage de Kretchinski d'Aleksandre Soukhovo-Kobyline), la plupart des héros d'Alexandre Ostrovski.

## Son travail au Théâtre d’Art de Moscou
Les journaux Les Nouvelles russes, Rampa i Jizn (ru), La Gazette de Moscou, le magazine Teatr i iskousstvo (ru), publié à Saint-Pétersbourg, ont écrit : « Dans la troupe du Théâtre d'Art de Moscou pour la prochaine saison est invité le producteur du Théâtre Solovtsov de Kiev Douvan-Tortsov ».
Durant la saison années 1912-1913, Isaac Douvan-Tortsov a joué plusieurs rôles : Korotkov (Cadavre Vivant de Léon Tolstoï), Stoupendiev (La Provinciale d'Ivan Tourgueniev), Pain (Oiseau Bleu de Maurice Maeterlinck), Mikhaïl Golovine (Tsar Fédor Ioanovich d'Alexis Tolstoï), Béralde (Le Malade imaginaire), où son partenaire a été le patriarche de la scène russe lui-même Constantin Stanislavski.
En 1913 le théâtre a repris la pièce Vie en lutte de Knut Hamsun. Plusieurs acteurs ont été intégrés dans la nouvelle mise en scène, parmi eux, Isaak Douvan-Tortsov - il a joué un petit rôle, celui du cousin Théodore. 
La période au Théâtre d'Art de Moscou fut de courte durée. En 1914, Isaac Douvan-Tortsov acheva ses travaux au Théâtre d'Art. Vadim Chveroubovitch (ru), fils de l'acteur Vassili Katchalov, dans son livre Sur le vieux Théâtre d'Art disait de lui : 
« […] Isaak Ezrovitch Douvan-Tortsov a rejoint la troupe du Théâtre d'Art de Moscou. Il a très peu joué et se comporta très modestement, même timidement. Je me souviens de lui dans le petit rôle de cousin de Théodore et le pain (Oiseau Bleu) et le deuxième studio, où il a joué tour à tour avec Aslanov dans la Bague Verte de Finochki père. Après la révolution, il se trouva à Sofia, où il a été invité au poste de directeur en chef de la troupe dramatique. »
La décision de se retirer du Théâtre d'Art de Moscou n'a pas été facile. Dans une de ses lettres adressées à Vladimir Nemirovitch-Dantchenko, il observe : 
« Je sais que pour moi-même combien il est difficile de quitter le théâtre tel que le vôtre, et combien de souffrances doivent être supportées avant de décider de le faire... Et à ce jour dans les profondeurs de l'âme, remettant  sans cesse en question, fallait il partir ? »
La même année, Douvan-Tortsov est invité au poste de directeur général du Théâtre d’art accessible à tous Théâtre d'art de Moscou dans la rue Karetny Riad. En tant que membre à part entière de la Société du Théâtre impérial Russe, il a signé une dramatique en contrat avec V. P. Soukhodolski, qui a ouvert en 1914-1915 dans les locaux du théâtre dramatique libre Chtchoukine. Mais l'accord n'a duré qu'un an et quatre mois, puis Isaac Douvan-Tortsov fut nommé directeur du Théâtre d’Art Solovtsov de Kiev à partir de 1917.

## Émigration
En 1919, Isaac Ezrovitch Douvan est parti en Bulgarie, et a joué un rôle majeur dans le film Maître de la Vie (1919) et Yacha–Coursier (1919).
En 1920 Douvan-Tortsov a travaillé dans le théâtre Der blaue Vogel de Berlin, dans le « groupe de Prague » du Théâtre d'art de Moscou, principalement en tant que directeur.
En 1933, Isaac Douvan-Tortsov et Alexandre Tcherepov fondent le Théâtre populaire russe, qui est situé dans la Maison Russe. La scène était largement représentée, classiques et pièces patriotiques, ainsi que des spectacles tels que Psyché de Youri Beliaïev (ru), ou La Première mouche de Viktor Krylov. Ce théâtre ne reçut aucune aide.
Il met en scène Le Mariage Krechinsky le 19 novembre 1933, sur la scène principale du théâtre d'Alexandre Tcherepov et de Douvan-Tortsov (dans la maison russe du nom de l'empereur-martyr Nicolas II). 
Le 20 janvier 1934, Alexandre Tcherepov met en scène la pièce Les Enfants de Vaniouchine de Sergueï Naïdenov où Isaac Douvan-Tortsov joue le rôle de Vaniouchine.
Douvan-Tortsov a vécu les dernières années de sa vie à Paris.